# Дудченко, Владимир Владимирович
Владимир Владимирович Дудченко (укр. Володимир Володимирович Дудченко; 1 марта 1984, Свердлоск — 22 сентября 2022, Ямполь) — украинский военнослужащий, главный сержант, участник российско-украинской войны. Герой Украины (8 июля 2023, посмертно).

## Биография
Владимир Дудченко родился 1 марта 1984 года в городе Свердловск Луганской области (ныне Довжанск). С 1990 по 2001 годы учился в Тупичевской средней школе Черниговской области. В 2006 году окончил филологический факультет Черниговского национального педагогического университета имени Т. Г. Шевченко.
С 2016 года проходил службу по контракту в различных воинских частях. Служил в 140-м отдельном центре сил специальных операций. Участвовал в АТО и ООС.
После начала полномасштабного российского вторжения в 2022 году продолжил службу на фронте. Погиб 22 сентября 2022 года в районе посёлка Ямполь Краматорского района Донецкой области. Похоронен 26 сентября 2022 года на Аллее Славы в городе Хмельницкий.

## Награды
- Звание «Герой Украины» с удостоением ордена «Золотая Звезда» (8 июля 2023, посмертно) — за личное мужество и героизм, проявленные в защите государственного суверенитета и территориальной целостности Украины, верность военной присяге[1].